# 日系アメリカ人市民同盟
日系アメリカ人市民同盟（にっけいアメリカじんしみんどうめい、英語: Japanese American Citizens League、略称: JACL） は、アメリカ合衆国カリフォルニア州サンフランシスコに本部を置く公民権団体。
全米で最古かつ最大のアジア系アメリカ人の人権団体であり、全てのアメリカ人、特にアジア・太平洋系アメリカ人コミュニティの市民権と人権に焦点を当てている。

## 組織概要
戦前は、ロサンゼルス・サンフランシスコ・シアトル・シカゴに支部、首都ワシントンD.C.にロビー機関が、各々置かれていた。
現在では、全国組織は100以上の支部で構成されている。国内の主要都市と大都市圏に置かれている支部は、
- カリフォルニア中央地区
- 東部地区
- 山間地区
- 中西部地区
- 北カリフォルニア・西ネバダ・太平洋地区
- 太平洋北部地区
- 太平洋南西部地区

といった7地区にもうけられた評議会の、何れかに属す形となっている。

## 黎明期（1929年～1936年）

### 設立
荒井クラレンス威弥や坂本ジェームズ好徳を中心として、1921年9月14日に発足した『シアトル革新市民連盟』のほか、谷田部トーマス保を代表として1923年5月5日にフレズノで発足した『アメリカ忠誠協会』、城戸三郎を代表として1928年10月19日にサンフランシスコで発足した『新アメリカ市民協会』など、既存の2世組織が統合する形で、1929年4月に発足した。初代会長には、荒井が就任する事となった。
発足当初は、2世を各分野における専門家や中小企業の経営者に育成すべく、自由な起業・自助努力・アメリカ合衆国への忠誠を促す事に、主眼を置いた。

### ロビー活動の展開
その後は、坂本をはじめとするシアトルの活動家達による積極的な支援もあり、1930年8月29日には初となる全国大会が、シアトルで開催された。そこでは、「日本語学校、帰米の存在、二重国籍、1世の経済的支配及び中国情勢への日本に対する共感」が、移民社会に「日本的なもの」を蔓延させる事を警戒し、アメリカ市民としての忠誠心に基づく「2世の立場」を強調する事が、改めて確認された。それに伴い、1924年に施行された『排日移民法』において「帰化不能外国人」と見なされた日系人とアジア系移民の市民権を、拡大する為のロビー活動を開始した。
まずは、1922年9月に連邦議会を通過した、帰化不能外国人である男性と結婚した女性は、アメリカ市民権を剥奪される事を定めた『ケーブル法』を、撤廃させる事を目標とした。結果として、1931年に連邦議会は、帰化不能外国人と結婚しても、市民権を保持し続ける事が可能となる様に法改正し、1936年には撤廃される事となった。

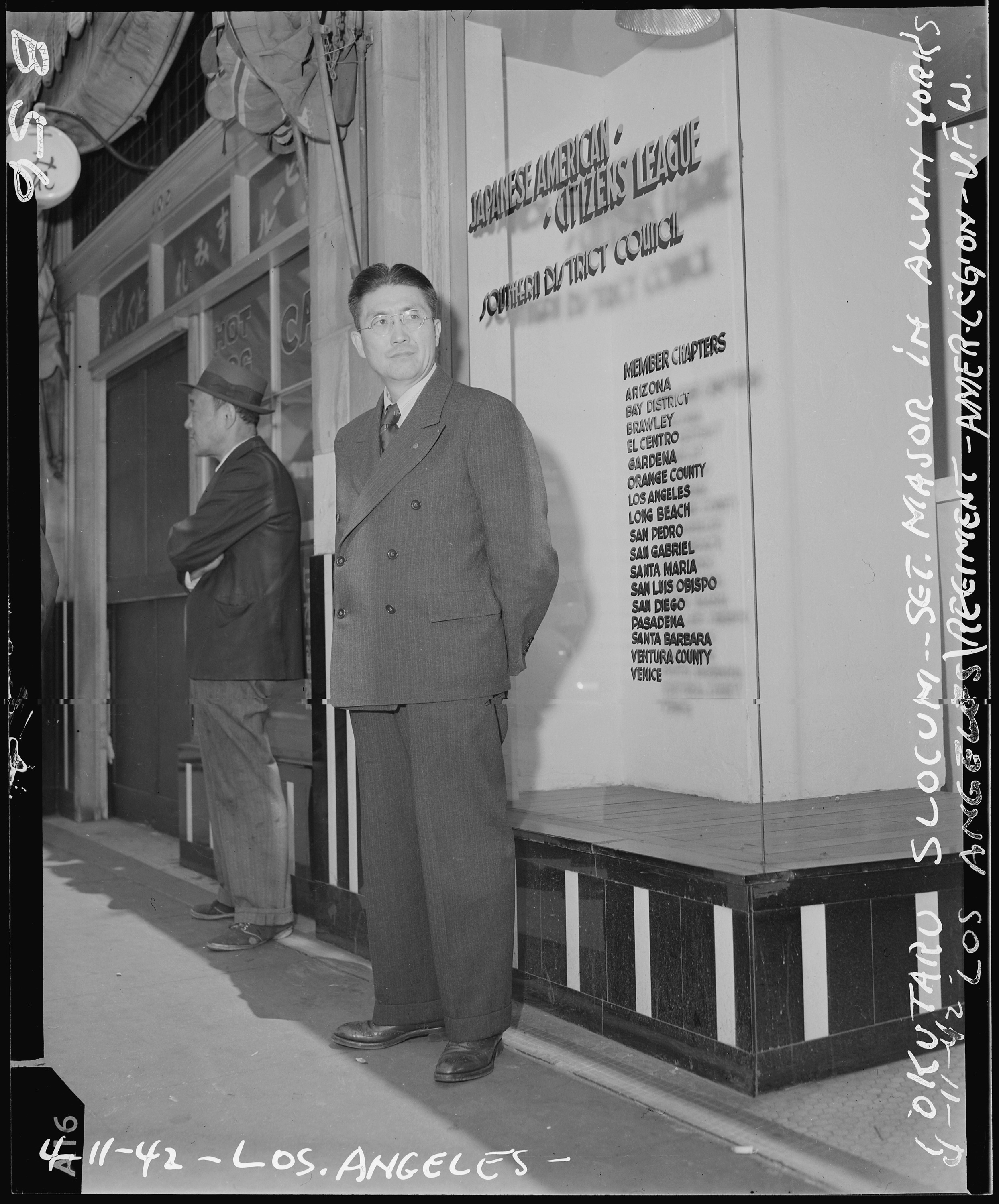
トクタロー・スローカム（1942年4月11日撮影）

次いで、別所南洋に代表される、第一次世界大戦に従軍した838名の1世を含めた、アジア系移民の退役軍人に対して、市民権を付与させる為のキャンペーンを開始した。この取り組みも、別所と同じ1世の退役軍人であるトクタロー・スローカム（西村徳太郎）によるロビー活動が功を奏し、1935年6月24日にフランクリン・ルーズベルト大統領は、アジア系退役軍人へ市民権を与える『ナイ・リー法』に署名する事となった。

### 「帰米2世」への支援
2世において、重要なファクターを占める一つの集団として、アメリカで生まれながら、日本で教育を受けた後に再渡米した「帰米2世」が挙げられる。
1930年代から、全米各地の日本人会は「1世の真摯な後継者は、日本で教育された2世である」という見地から、日本に滞在する2世に対して、旅費を支援したうえで、アメリカでの就職を斡旋する「帰米奨励運動」を展開した。結果として、1万人以上の2世が「帰米」したと伝えられている。
しかし、法的な地位は他の2世と同じであっても、日本で教育を受けた影響から、多くの帰米がアメリカ社会の中で孤立感・疎外感に苛まれる事となってしまった。特に、幼少期から日本に滞在していた帰米の場合、英語に不自由な者が多かった。奨励運動による支援があったとはいえ、本来ならアメリカでの生活で醸成される筈の「日系」を軸としたエスニックな意識を共有できず、JACLの様な大部分の2世からは「荒っぽい」「変わり者」と評される独自のグループを形成する様になった。そうした帰米も、職業面では他の2世と同様に、日系コミュニティに依存せざるを得なかった。こうして、アメリカにおいて生活するうえで、あらゆる面で困難に直面する事となった帰米は、日系をめぐる人種エスニック編成において、ある種の「逸脱した存在」として扱われる事となった。
その事から、JACLのロサンゼルス支部は、これらの問題に対処するべく、1935年に「帰米部」を立ち上げた。帰米部は、1936年のJACL全国大会において、その立場を主張し、同大会の使用言語に日本語を認める事のほか、機関誌等における日本語欄の開設を決議させた。その後も、帰米を対象とした英会話教室の設置を実現させるなど、積極的に活動した。

## 開戦前後期（1937年～1942年）

### 日米関係の悪化と日系コミュニティの危機
上述した1924年の『排日移民法』制定をきっかけに、昭和の初め頃から悪化の一途を辿っていた日米関係は、1937年の日中戦争勃発と、それに伴う10月25日のルーズベルト大統領による隔離演説、12月12日のパナイ号事件、翌1938年11月の援蔣ルート完成などにより、修復が不可能なものと、なりつつあった。加えて、1938年7月26日にアメリカが、日米通商航海条約の破棄を通告、翌1939年1月26日に失効した。これにより、両国は1855年2月21日の日米和親条約発効以来、初めての「無条約時代」に突入する事となった。
日中戦争の初期の時点では、JACLは日本を擁護するスタンスを取った。『羅府新報』の英文欄編集長でJACLのメンバーでもあった田中董梧は、盧溝橋事件が勃発した際、日本の経済的権益をたてに、それを正当化した。以降の1930年代において、田中は一貫して、日本の立場への理解を、同紙を通じてアメリカ社会へ訴え続けた。
また、JACL創設メンバーの一人である城戸三郎も、とある日系紙のコラムにおいて、日本を「人種平等のチャンピオン」「唯一の非白人による大国」と呼び、その「汎アジア主義」を、「全ての人種が、隣人達と平和に生きる」思想であると評するなど、日本をめぐる国際政治を、「人種平等」を唱えるJACL独自の関心に基づき解釈した。
他にも、JACL幹部の一人であった稲垣譲次は、
「多くのアメリカ人から見れば、我々は皆日本人である。彼等の日本や日本人についての意見は、極東情勢に関する悪意あるプロパガンダと無知によって作り出されたものであるにもかかわらず、我々2世に対しても向けられている」
「今、我々は将来の同じ状況に対して自分自身を守る為には、一致団結して、この国の人々に、我々の真の立場を意識させなくてはならないと、自覚しつつある」
と主張。極東情勢に関する日本側の正当性を宣伝し、中国国民党や反日団体により歪められたアメリカ社会の認識を正す事が、アメリカ市民としての忠誠を示す事に繋がると考えた。
しかし、アメリカ社会における日系人に対する風当たりは、日を追う毎に厳しいものと化した。特に反日団体は、2世による二重国籍問題を、攻撃の標的とする様になった。こうした動きを察知したJACLは、1939年6月7日付の『羅府新報』に、塚本ウォルター武雄会長による、
「合衆国に対する偽りなき忠誠という原則について、妥協は有り得ない。そして、如何なる犠牲を伴おうとも、我々が最初から最後まで、常にアメリカ人である事を、忘れてはならない」
といった声明を掲載。2世の地位を守る為の具体的な行動を要請すべく、二重国籍を廃絶する運動を呼び掛けた。
その後、日本では第2次近衛内閣によって、1940年7月26日に『基本国策要綱』が閣議決定され、『大東亜共栄圏』の建設が政策となった事に続き、同年9月27日には日独伊三国同盟が締結され、いよいよ日米開戦は不可避な情勢となった。
その事から、JACLは翌1941年1月26日付の『羅府新報』に、ロサンゼルス支部長の田山フレッド勝による、
「私達が、両親の国に向かって武器を取らなければならない日が来ない事を、私達はいつも願っております。しかし、万が一その日が来る様な事があれば、2世は覚悟が出来ております。私達は、唯一つの旗“合衆国星条旗”に対して、忠誠を負うのであります」
といった声明を掲載した。
また田中も、1940年代に入ると、最早「日系」としての誇りを、問題に出来る時勢ではない事を覚り、それまでのスタンスを変えざるを得なくなった。『羅府新報』の紙面において、1940年5月26日に、JACLによる二重国籍廃絶運動を、熱烈に支持する論調を張ったほか、翌1941年6月15日には、9日前に在ロサンゼルス総領事館駐在の立花止帝国海軍中佐がスパイ容疑で逮捕された事を受けて、「今や日本は敵である」と明言。2世は、日本に銃を向ける覚悟がある事を、アメリカ社会へ向けて発信した。
1941年初頭には、JACL山間地区評議会議長の正岡マイク優によって作成された『日系アメリカ人の信条』が発表された。
| 私は、日系アメリカ人である事を、名誉に思っている。それは、私の経歴こそが、この国の素晴らしい利点を、私へ十分に認識させてくれるからである。この国の制度・理想・伝統を信じている。母国の遺産を誇りとしている。母国の歴史を自慢に思う。母国の未来に希望を持っている。母国は、今日の世界において、他国では享受できない様な自由と機会を、私に与えてくれた。母国は、私に大立者となるにふさわしい教育を与えてくれた。母国は、参政権の責任を私に委ねてくれた。母国は、私を他の自国民と同じ、自由な一市民として、家を建て、生計を立て、礼拝し、考え、話し、思い通りに行動する事を許してくれた。 一部の人々は、私を差別するかもしれない。しかし、私は決して、その事で相手を苦々しく思いもしなければ、母国に不信を抱いたりもしない。何故なら、そういった人々は、アメリカ国民の多数を代表する人間では無い事を、私は知っているからである。確かに、そうした慣行を思い止まらせるべく、私は全力を尽くすつもりである。しかし、法廷の場を通して、自身が平等な扱いと尊敬を受けるに値する人間である事を、教育に基づいて、公明正大に証明するという、アメリカ流の方法を以てして、それを行うつもりである。アメリカにおけるスポーツマンシップとフェアプレーの精神は、身体的特徴ではなく、行動と成果に基づく公民権と愛国心に基づき、判断されるものであると、私は固く信じている。 私はアメリカを信じており、母国も私を信じてくれていると、確信している。母国から数多の恩恵を受けた事を鑑みて、その体制を支え、国内法を遵守し、星条旗に敬意を表し、国内外における全ての敵から母国を守り、市民としての責務を、積極的に引き受けるべく、より偉大なるアメリカで、より良きアメリカ人になる事を願いつつ、何時如何なる場所でも、母国に謹んで敬意を払う事を、私は誓う。 |

と綴られ、今日では「2世による、愛国主義的市民ナショナリズムの集大成」と評されている同声明文は、発表と同時に、日系コミュニティおいて、大きな反響を呼ぶ事となった。それに止まらず、モルモン宣教師としての滞日経験がある知日派として知られ、正岡の盟友でもあった、民主党のエルバート・D・トーマス上院議員によって、同年5月9日付の上院議会記録にも、記載される事となった。

### 太平洋戦争の勃発に伴う強制収容執行への協力

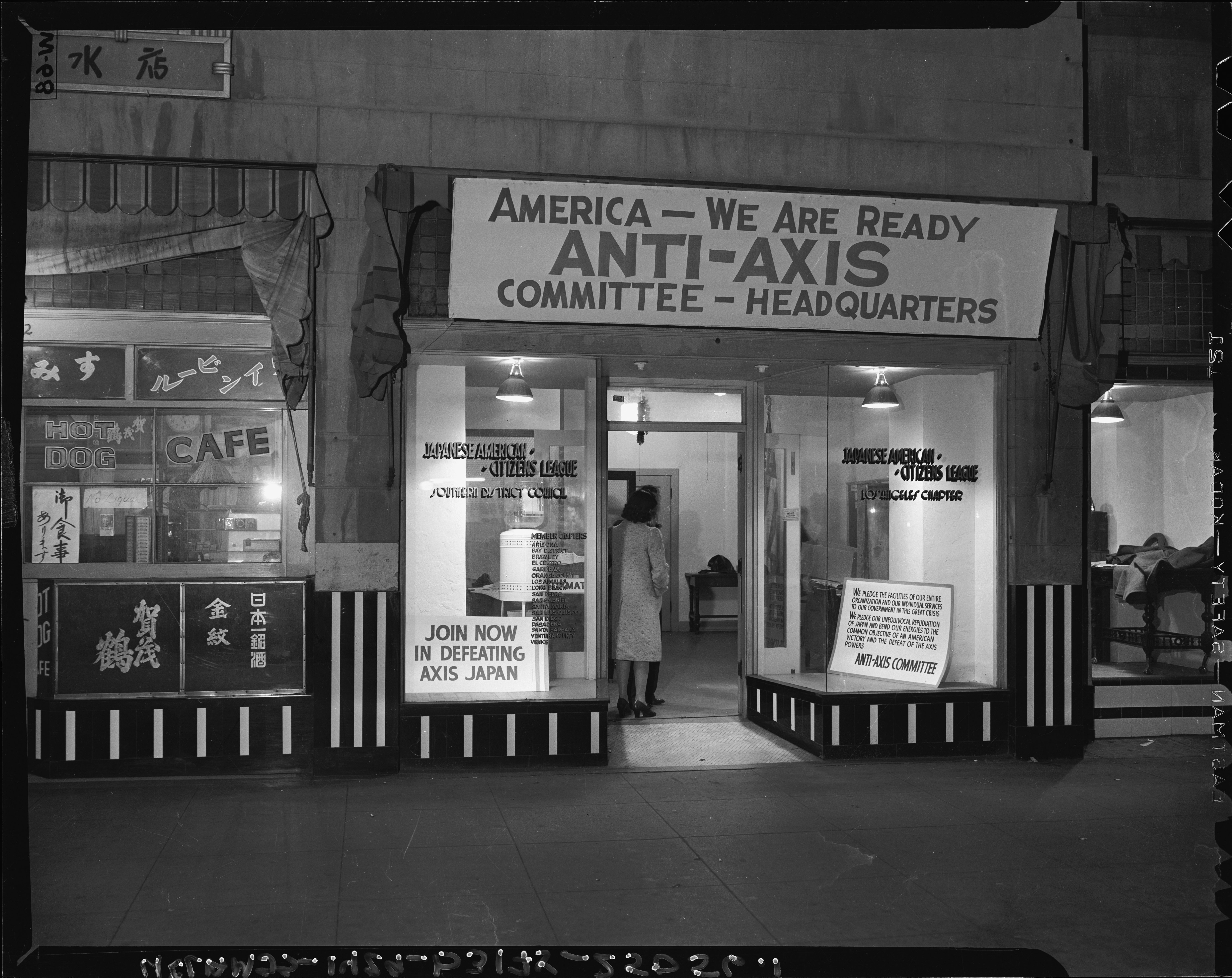
リトル・トーキョーのJACLロサンゼルス支部に設けられた「反枢軸委員会」本部。入口より向かって、上の看板には「母国よ、我々は準備が出来ております」、左下のボードには「軍国日本、撃ちてし止まむ」、右下のボードには「この非常時に、我々は組織としても、一国民としても、政府に忠誠を誓う事を宣言します。我々は、断固として日本を糾弾し、アメリカの勝利ないし枢軸国の打倒という、共通の目標を達成する為に、尽力する事を誓います」と書かれているのが、それぞれ確認できる（1941年12月8日撮影）

1941年12月7日に真珠湾攻撃が起きた数時間後より、FBIは主に1世の日本語学校校長・日本人会及び都道府県人会の会長・僧侶・武術師範・個人事業主といった、日系コミュニティの指導者と見なした人物の逮捕を開始した。これに伴い、JACLの城戸三郎会長は、日本への宣戦布告を期に、日系人へ着せられた第五列としての汚名をそそぐ事を、急務と捉えた。その事から、12月15日に「忠誠宣言」と銘打って、ルーズベルト大統領に対して、
「この非常時に、我々は大統領閣下と母国に対して、最大限の協力を惜しまない事を約束します。日本が我が国への攻撃を開始した今、我々は同胞と共に、この侵略を撃退すべく、あらゆる努力を払う準備ができています」

と綴った電報を送ると同時に、日系コミュニティを含めたアメリカ社会へ向けては、
「我々は、アメリカ市民としての義務を、あくまでも果たすものである。今こそ、我らの誠心を尽くすべき時が来た。日米開戦は、最も不幸な出来事であるが、戦場に送られると言えども、我らの忠誠は不変である。我等の父母は、法律の下にアメリカ市民たる事を許されないが、しかしアメリカ市民の父母として、善良なる居住民として、あくまでも我等と共に進む事を信じて疑わないものである」
といった声明を発表した。
以降のJACLは、政府の公聴会等において「率直に日本と縁を切る」事を声明したほか、忠実で愛国的なアメリカ人としての、2世の実像を喧伝した。また、正岡書記長をはじめとする多くのメンバーが「日系コミュニティの政治的安全を守る為には、アメリカ市民権を持たない高齢の1世が、ある程度の犠牲を被る事は止むを得ない」と主張した事もあり、FBIと海軍情報局が「危険人物」とおぼしき1世を、特定する事への捜査協力なども行った。

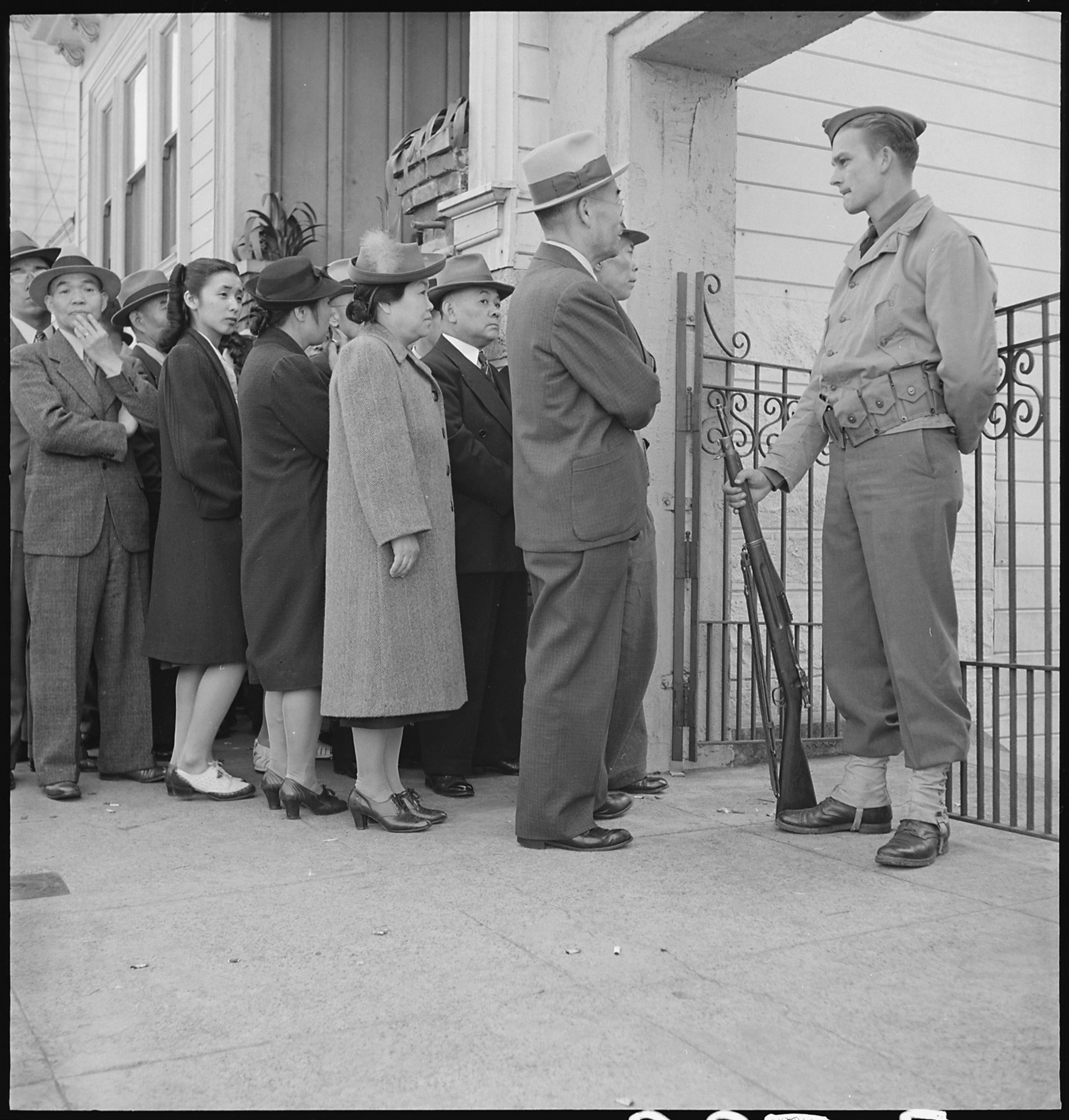
陸軍による『市民排除命令第20号』に応じる形で、JACL本部の講堂にもうけられた戦時民事監督局へ出頭する日系人達（1942年4月25日、ドロシア・ラング撮影）

1942年2月19日にルーズベルト大統領が『大統領令9066号』に署名した事に伴い、日系人を強制収容所へ送致する事が決定した。その際、JACLの指導部は、連邦政府の方針に反発する姿勢を示さなかった。寧ろ、積極的に政府の方針に従った方が、日系人による母国への忠誠心を証明し、ひいては日系人を敵視するアメリカの誤りを正す事にも繋がる、と考えた。その事からJACLは、約12万人の日系人に対し、冷静に立ち退きを行い、命令に反発する者からは、距離を置く様に呼び掛けた。
他にも、立ち退きの執行にあたってJACLのメンバーは、戦争省との交渉のほか、英語能力の低い1世の為に、必要書類の整理や各種代筆、執行当日における自宅から集合場所への送迎を受け持つなど、多くの重要な役割を果たした。

## 強制収容期（1942年～1945年）

### 収容所における活動
立ち退き問題が解決した後のJACLは、収容所から解放された後の日系人達による生活再建を、如何にして支援するか、という問題に取り組む事となった。それにあたっては、新たに本部を移転したソルトレイクシティやオグデンをはじめとして、モルモン教徒が多い事から、日系人を快く受け入れる土壌のあったユタ州各地のほか、工場や農場における極度の労働力不足が深刻な問題となっていた、中西部への再定住を積極的に促すべく、住宅ローンサービスを提供したほか、シカゴに新たな事務所を設置するなどした。

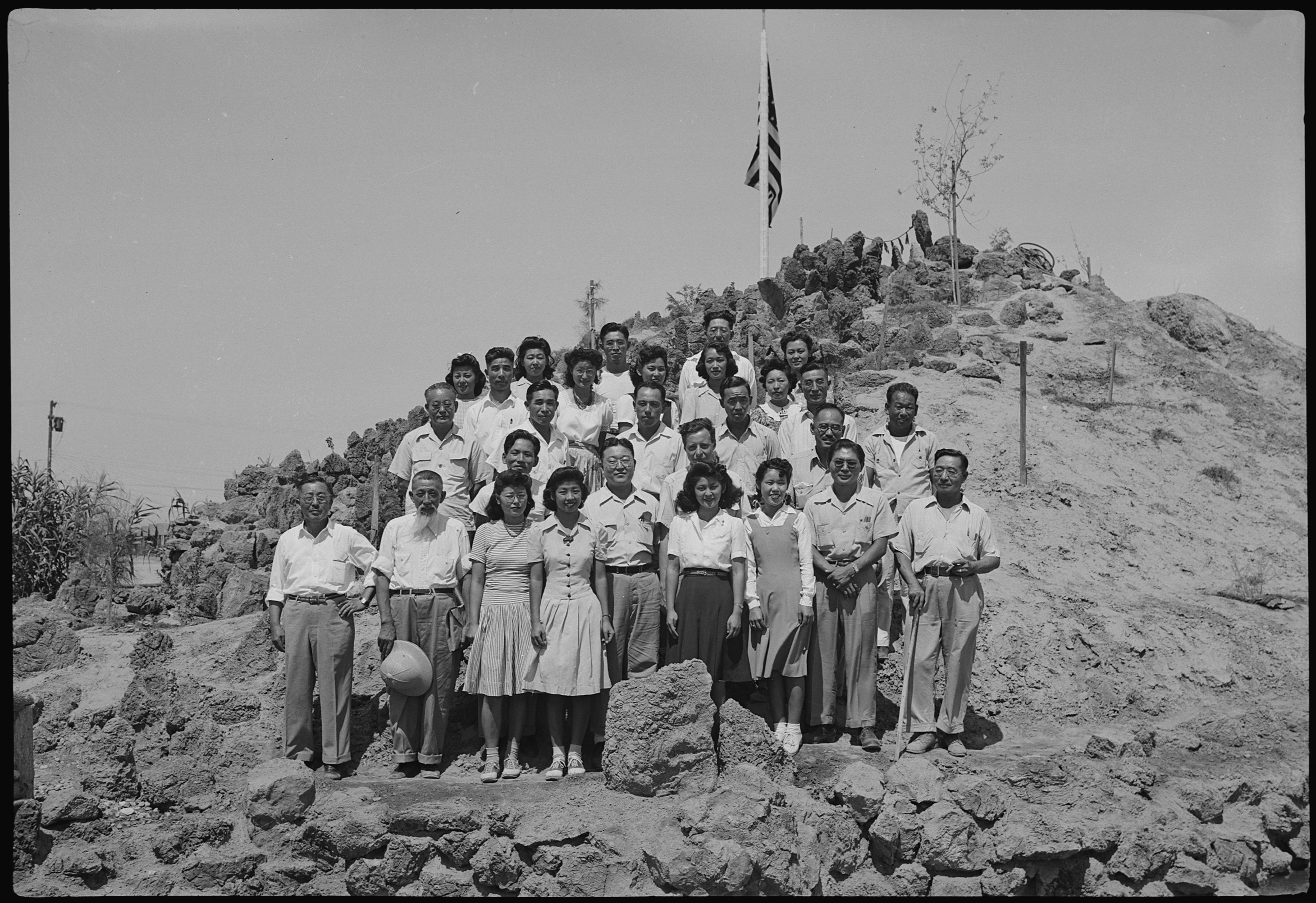
ポストン収容所におけるコミュニティ評議会のメンバー（1943年9月1日撮影）

また、JACLは収容所の生活において、戦時転住局（WRA）と緊密な協力関係を結んでいた。WRAとJACLは、「より良いアメリカ人を作り出す」事を目的とした『コミュニティ評議会』と称する自治組織を、各収容所内に立ち上げた。教育面でも、英語やアメリカの歴史・文化を学ぶ学校を、収容所内に設置。若い2世・3世に対して、アメリカ化教育やスポーツのレクリエーションの場を提供した。これらの収容所内における諸制度は、政治参加や教育の経験を通して、「アメリカの民主主義」を日系人に伝えるものとして導入された。アメリカへの忠誠とアメリカ化をスローガンとしてきたJACLも、強制収容への「建設的協力」は、日系人社会のアメリカ化を達成し、自身らのリーダーシップを確立する好機と見なした。
戦時下の強制収容は、多様な背景によって分節化されていた日系人を、「敵性市民」として一括する人種化された実践であった。収容所において日系人達は、アメリカと日本のどちらに忠誠を誓うか、という選択を迫られる事となった。そうした状況下で、英語による高等教育を受けたエリート層を中心とするJACLは、WRAと協力関係を築く事で、独自の愛国主義的市民ナショナリズムを結晶化させた。結果としてJACLは、収容所内における政治的指導力、ひいては日系コミュニティにおけるリーダーシップを確立する事となった。それは、旧指導者層としての1世のほか、滞日経験を持つ帰米2世の地位を周縁化させ、その一部をトゥーリーレイク収容所へと“隔離”させた。こうして、戦前期に排日運動の中で構築された日系コミュニティの姿は、強制収容期において解体される事となった。
その一方で、本土とは異なり日系人に対する一斉収容は実施されず、JACLの拠点も設置されていなかったハワイ準州においては、『大学勝利奉仕団』による活躍をはじめとして、多くの日系人達があらゆる銃後の仕事をやり遂げ、1942年6月12日には『第100歩兵大隊』が創設された。その事からJACLは、本土の日系人にも、アメリカ軍へ従軍する権利がある事を主張した。

軍側からも、陸軍のカイ・E・ラスムセン大佐が、1942年11月17日から25日にかけてソルトレイクシティの日系キリスト教会で開催された、JACLの緊急特別全米会議において、
「2世の将来そのものが、きっと2つの集団―JACLと軍務に就いている2世―と共にあるという事を、ご承知頂きたいと存じます。会場の皆さん日系人は、ただ単にアメリカ人というだけではなく、一般のアメリカ人より大きな犠牲を払って、戦時挙国一致体制の下で大きな貢献をしていらっしゃる、優秀なアメリカ人なのです。この点こそ、この国の国民に、納得させなくてはなりません。…道義の事は忘れましょう。現状を臆することなく直視しましょう。現状を改善して受け流せる、最善の方法を見つけましょう。あなた方が背負っている宿命を、どんな時でも好転させて下さい。但し、それが可能となるのは、無私無欲の労を厭わない場合だけです。あなた方の双肩にこそ、常々掲げておられる大義の成功が懸かっております」
と、本土の2世による真摯な支援を要請する演説を、JACL幹部へ向けて行った。
同会議から1ヶ月後の同年12月16日に、統合参謀本部が日系人のみで編成された戦闘部隊の創設を、ジョージ・マーシャル陸軍参謀総長に提案した。翌1943年1月1日に、マーシャルがそれを承認した事で、1月28日に日系人による連隊規模の部隊が編制される事が発表。収容所内などにおいて、志願兵の募集が開始された。最終的には、ハワイからは『大学勝利奉仕団』で活躍していた者を含む2,686人、本土の収容所からは1,500人の志願兵が入隊し、『第442連隊戦闘団』が創設される事となった。

### 日系コミュニティとの確執

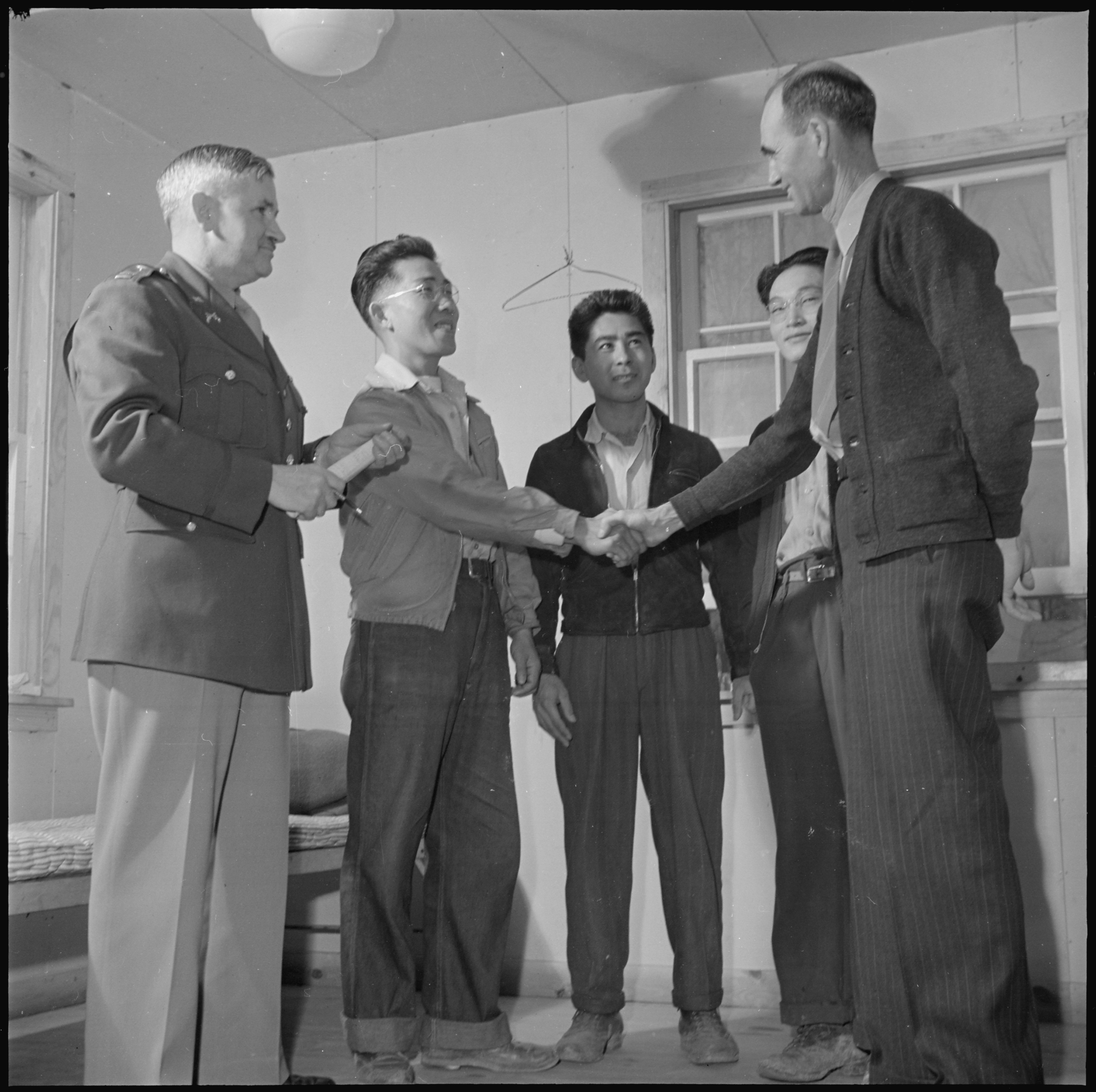
陸軍へ志願する事を決意した日系人青年を、陸軍大尉と他の日系人志願兵2名が見守る中で祝福する、ローワー収容所のレイ・ジョンストン所長（1943年3月10日撮影）

それに伴いJACLは、1世達に志願兵となった我が子に関する投書を、収容所内で発行されている新聞や、収容所から解放された後に定住した地域における各地方紙へ向けて、積極的に行う事を促したりもした。しかし一方で、メンバー達が収容所内において、徴兵拒否者達を厳しく糾弾したため、JACLは大部分の日系人達から非難を浴びる事となった。
ただ、JACLと日系コミュニティの間の確執は、442連隊への志願問題だけに、起因するものではなかった。その発端として、JACLに参加していたメンバーの大半が、2世の富裕層だった事が挙げられる。1941年の時点で、JACL会員の職種のうち、最も多かったのは弁護士・教員・医療従事者といった専門職で、その比率は26.3%（2世全体では8.3%）だった。また、キリスト教徒や大卒以上の学歴を持つ者の割合も、2世の中では著しく高かったという。
こうした人的・社会的に恵まれた背景をもとに、アメリカへの忠誠とアメリカ化を訴え続けたJACLは、帰米2世の労働運動家であるジェームス・オダが、1940年7月15日付の『同胞』において、
「今のままでは、市民協会は何時まで経ってもレストランのボスや弁護士、教師、歯医者の団体を境を越えず、否反対に商工会議所のような、日本人名士の有名無実の代表機関に成り下がるであろう」
と述べた事をはじめとして、2世の大半を占める労働者層からは、そのエリート主義を厳しく批判される事となった。
またJACLは、上述した通り、政府による強制収容の執行に反対しなかっただけでなく、「最も危険な任務の先頭に立ち、何処へでも出撃する」事を旨とした、日系人特攻部隊を創設する事と、同部隊の忠誠心を疑う人々を安心させる為に、隊員の家族や友人を政府の「人質」とする事などを提案した。そうした姿勢が仇となり、JACLは収容初期の時点で、日本で教育を受けた1世や帰米2世の多くからも、反感を抱かれる様になっていた。
加えて、収容所における食事や住居は、極めて劣悪なものだった事もあり、特に若い2世の間では、自身らが置かれているそれらの状況と、上述した収容所内の学校において学ぶ「アメリカの民主主義」の理念の間に矛盾を覚える者も、決して少なくなかった。その事から、収容者の間では、収容所におけるWRAとJACLによる支配体制に対し、徐々に疑心暗鬼が生じる様になった。
上述した背景もあって、重鎮メンバーの中でも、田山はマンザナー収容所にて1942年12月5日に、城戸はポストン収容所にて1942年9月と1943年1月28日の2度に亘って、谷田部と山崎ジョン節はジェローム収容所にて1943年3月6日に、各々暴行を受ける事態に見舞われる事となった。特に、田山への暴行事件に際しては、主犯格と見なされた帰米2世の上野ハリー義雄がWRAに逮捕された事で、それに抗議した約2,000名の収容者達が、暴動を起こす事態にまで発展。最終的に、共に2世であるジミー・イトー（当時17歳）とジェームス・カナガワ（同21歳）の2名が、歩哨により射殺されたほか、9名が負傷、22名（うち10名が1世、9名が帰米2世）が拘禁される事となった。
この様に、戦前からその火種が見え隠れしていた、JACLと日系コミュニティによる確執は、強制収容期において顕在化かつ深刻化する事となり、戦後も双方の間には、長らく深い溝が残る事となった。
また、公民権弁護士として知られるウェイン・M・コリンズも、戦後のインタビューにおいて、
「JACLは、日系人の代弁者を自称していましたが、同胞の為に立ち上がろうとする様子は窺えませんでした…。彼等は、まるで煩わしい鳩の群れでも扱うかの如く、日系人を強制収容所へ導きました」
と語り、戦時中のJACLによる一連の姿勢を非難した。

## リドレス運動期（1945年～1988年）

### 日系コミュニティの再建と組織の盤石化

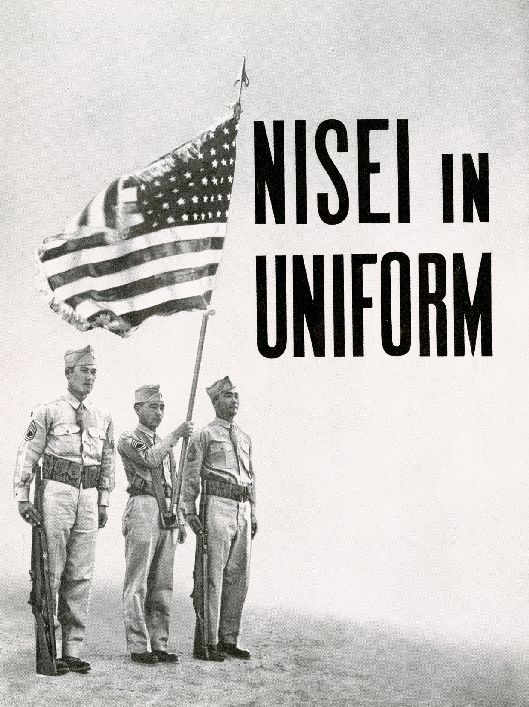
WRAが2世による戦場での貢献をアピールする為に作成したパンフレット「制服を着た2世」

1945年1月に、西海岸における立ち退き命令解除が発行されると、WRAは日系人への再定住支援を開始した。政策の実施にあたっては、442連隊の活躍に代表される日系人の「忠誠心に溢れた市民」としての面を、殊更に強調したパンフレットを多く出版するなどして、アメリカ社会に向けて寛容な対応を呼び掛けた。
無論、真珠湾攻撃のトラウマが生々しいアメリカの世論は、西海岸の排日運動家による「一度ジャップだった者は、永久にジャップだ」というスローガンに象徴される様に、日系人による元の居住地への帰還には、依然として反対の声が根強かった。しかし、連邦及び州政府のほか、アメリカ自由人権協会や一部のキリスト教団体に代表されるリベラル系団体・有識者、非白人・非日系人によるマイノリティ団体は、WRAに触発される形で、住宅や雇用といった日系人の再統合に必要な支援を、世論に向けて訴え始めた。日系人支援に賛同した各派の代表による協力会議の席上では、「日系人と他のアメリカ市民は、同じボートに乗っている」事が強調されたうえで、「日本軍による残虐行為に対する怒りを、無実で不運な日系アメリカ人への復讐に転じさせてはならない」として、「日本軍」と「日系人」を明確に区別すべきである事が表明された。
こうした一連の動きが結実する形で、アメリカ国内における対日系人感情は、徐々にではあるものの、軟化の兆しが見られ始めた。加えて、戦後に東西冷戦構造が成立した事に伴い、日本がアメリカのパートナーとして見なされる様になった事も、日系人による忠誠心が称賛され、各地への再定住・再統合が促進される事への追い風となった。
その様な背景をもとに、強制収容期に実施した各地への再定住支援を通して、地域を越えた広範なネットワークを構築したJACLは、全米規模の組織に成長した。大学教育を受け、ホワイトカラーで働くといった者達が、2世の主流である事を自認し、本部の強力なリーダーシップに支えられながら、全米中の日系人を結び付ける様になった。また、それぞれの地域独自の利害に影響されないJACLの体質は、日系人が一般労働市場に進出すると同時に、地理的に分散し始めた時勢にも適合していた。そうした状況を鑑みて、ロサンゼルスでも引導を渡された嘗ての1世指導者達が、JACLの活動を全面的に援助する事を決議した。

### 市民権の向上と日米関係の再構築への取り組み
終戦を迎えると、JACLは本部をサンフランシスコへ再移転する同時に、活動の主眼を、日系人の市民権向上に回帰する方針を固めた。
戦後初の全国大会は、1946年2月28日から3月4日にかけて、コロラド州デンバーで開催された。同大会においては、上述した『日系アメリカ人の信条』を、団体の公式理念として採用する事が、発表された事に加え、
- 日本国籍しか保持しない1世に対する、国外追放の阻止と帰化の推進
- 戦時中における強制収容に対する、謝罪と補償の請求
- 強制収容そのものの合憲性の再検証
- 立ち退きに応じる事が困難な者に、措置の執行を猶予しなかった事への非難
- 少数民族による全国会議の召集と、問題解決の為の連邦政府内での省庁の設置
- 居住や雇用における差別の撤廃
- 各州における外国人土地法の撤廃[注釈 17]
- 強制収容に関する、第三者による調査機関の設置
- 2世の退役軍人への支援
- 日系アメリカ人のアメリカ化

など、14項目から成る日系コミュニティの再建案も、採択される事となった。
1950年代のJACLは、異人種間結婚や人種隔離、人種に基づく移民や帰化を制限する法律を、撤廃若しくは改正するべく、訴訟運動や連邦議会におけるロビー活動を展開した。
その成功例として、ヨーロッパ戦線から復員した後に、反差別委員会委員長となった正岡の尽力により、1952年6月27日に『移民国籍法』が成立。これに伴い、1世に帰化市民権が与えられると同時に、日本からの移民が再度認められる事となった。
これをきっかけにJACLは、1世にアメリカ市民権を取得する事を奨励し、1世からも市民権取得を要望する声が、多く挙がる様になった。その為、通訳を動員して日本語で授業を行う米国市民権テストの講習会が、JACLの働き掛けによって、全米各地で開催される事となった。その後、1954年に1,600人の1世による帰化宣誓式が、執り行われた事を皮切りに、1965年までに4万人以上の1世が、アメリカ市民権を取得した。
一方で、『排日移民法』から引き継がれた国別割当制度により、日本からの新規移民受け入れ数は、年間当たり185人にまで制限される事となった。その為、割当外となっていた「戦争花嫁」以外の新規移民を見込む事は、当初困難であると思われていた。しかし、1953年8月7日に『難民救済法』が成立した事に伴い、10歳以下の孤児を対象とした養子縁組移民を、年間当たり4,000人まで受け入れる事が可能となった。また、1955年に同法の規定が変更されると、台風をはじめとする自然災害の被災者を「難民」として送り出せる事に、正岡や日本の政治家らが着目する様になった。これに伴い、日本からの新規移民送出における消極的局面は、大きく変化する事となった。結果として、1956年に同法が失効するまで、所謂「GIベビー」として生まれた戦災混血児2,500名と、和歌山県・広島県・鹿児島県からの農業移民1,005名が、アメリカへ渡る事となった。
この様に、日系人の再定住・再統合や1世の帰化権、外国人土地法の撤廃、日本からの新規移民受け入れの再開などの問題に取り組んだ事は、JACLが2世の一部だけでなく、日系アメリカ人全体を代表する団体である事を周知させ、日系コミュニティとのわだかまりが解ける、大きなきっかけとなった。

### リドレス運動の展開
1948年7月2日に、日系人の強制収容に対する連邦政府による補償策としては、最初のものとなる『日系人退去補償請求法』が、ハリー・S・トルーマン大統領によって署名された。同法に基づき、総額で約3,800万ドルの賠償金が支払われたものの、請求総額の約25%、日系人の損害総額の10%未満に過ぎず、一連の損害を補填するには、ほぼ「焼け石に水」の状態だった。
そうした中で、1950年代半ば頃から黒人による公民権運動が展開され、結果として1964年に『公民権法』、翌1965年には『投票権法』が、相次いで制定される事となった。こうした動きに触発された日系人達によって、1948年法では考慮されなかった、無形の損害や日系人の自由及び尊厳の回復を求める「リドレス運動」が、1970年代から展開される様になった。
当初は、運動の方針や賠償金を得られた場合の使途を巡って、指導部の間で対立が起きた。しかし、1970年7月に開かれた全国大会において「サンフランシスコ連邦準備銀行が見積もった、4億ドルの推定損失額を超える補償総額を以て、個々人に対して、抑留された日数に応じた補償を行う事。全ての弁済は、免税である事を定めた適切な法を、連邦議会が制定する事」を求める、宇野エディソン富麿による案が、採択される事となった。これに伴い、太平洋戦争中における日系人の強制収容に対する、謝罪と補償を要求する為の『全米補償請求委員会（NCR）』が設立され、運動の嚆矢となった。
その後は、1978年7月にソルトレイクシティで催されたJACL全国大会において、連邦政府に対する損害賠償要求が決議された事で、リドレス運動は大々的に展開される事となった。JACLは、政府による救済措置として、
- 当時の政府の過ちを認める、連邦議会による正式の謝罪
- 抑留された各人に、2万5千ドルの賠償金を支払うこと
- 強制収容についての、正しい歴史教育を行う基金の設立

の3点を要求した。

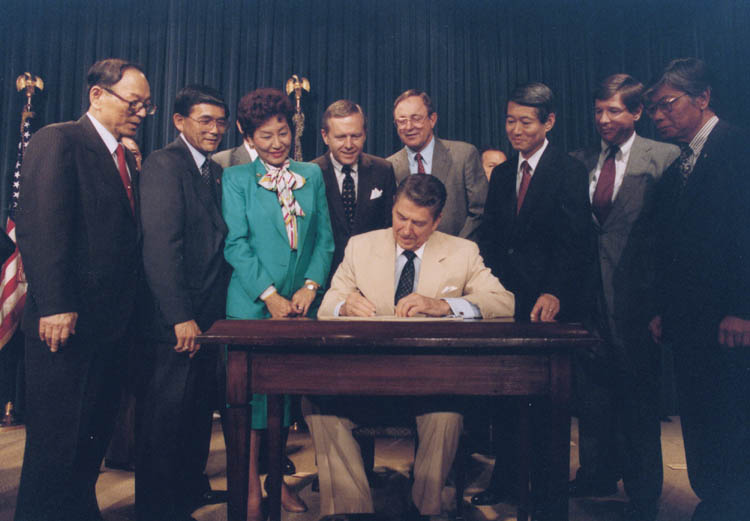
『市民の自由法』に署名するレーガン大統領と、その様子を見守る（左から）松永スパーク正幸上院議員、峯田ノーマン良雄下院議員、佐伯パットハツエ下院議員、ピート・ウィルソン上院議員、ドン・ヤング下院議員、松井ボブ武男下院議員、ビル・ローリー下院議員、梶原ハリー斉JACL会長。

1988年8月10日に、ロナルド・レーガン大統領は『市民の自由法』（別称: 日系アメリカ人補償法）に署名。連邦政府は、強制収容を経験した存命者1人当たり2万ドルの賠償金を支払う事をはじめとして、上述したJACLによる要求を、ほぼ丸飲みする事となった。
また、3世以降にあたる戦後生まれのJACL指導部は、戦時中に強制収容へ抗った者達への名誉回復に努める様になり、2002年には徴兵を拒否した2世を批判した事を、公式に謝罪した。

## 現代（1994年以降）

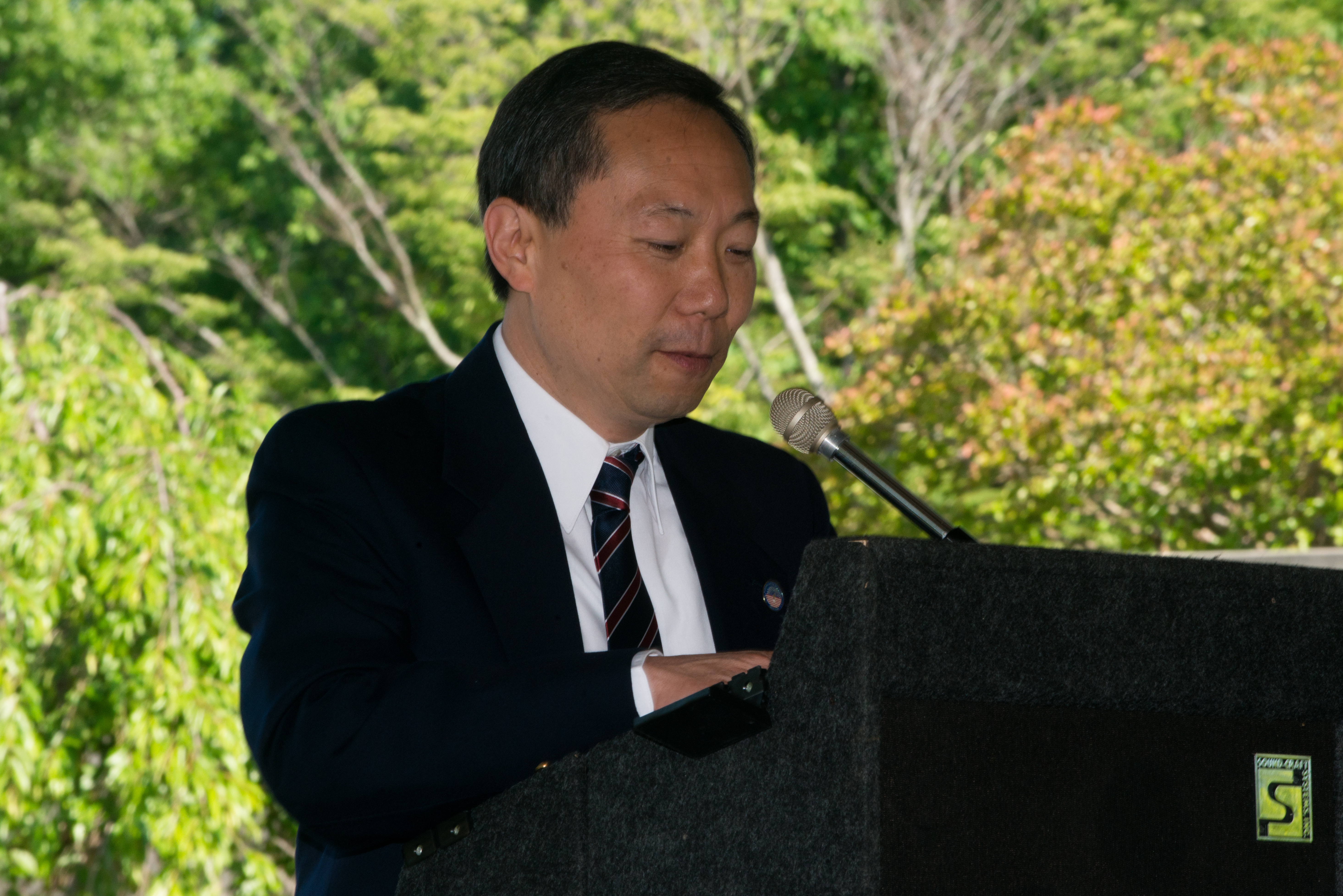
戦没将兵追悼記念日にアーリントン国立墓地で催された日系人兵士の慰霊式典において、スピーチを行うJACLワシントンD.C.支部長のジョン・トベ（2015年5月24日撮影）

### LGBT問題への取り組み
1994年には、全国大会において同性カップルによる結婚の権利を含めた、結婚の自由を全ての人に認めるべきだとするスタンスを、確認する決議を採択した。2012年にJACLは、アメリカ国内における公民権団体としては初めて、非LGBT組織としては、アメリカ自由人権協会に次いで、同性結婚への支持を明確化した組織となった。

### 他の民族集団との関係
2000年以降、人口動態と政治の変化は、日系人コミュニティの様相にも変革をもたらし、JACLは他のアジア・太平洋諸島系アメリカ人をはじめとする、あらゆる民族集団による権利の保護、特に若い混血の会員による「ハパ・アイデンティティ」の重要性に関する問題へ焦点を当てる事にも、その使命を拡大する事となった。
2001年9月11日のアメリカ同時多発テロをきっかけに、同国内においてアラブ系住民に対するヘイトクライムが急増した。この事態を受けてJACLは、自身達が嘗て見舞われた経験を鑑みて、テロ発生の数日後に開いた記者会見において、一連のヘイトクライムを非難する声明を発表した。
また、ノーマン・ミネタ運輸長官は、アラブ系やムスリムであるという理由で、空港において乗機を拒否される事例が確認された事を受け、国内の各航空会社へ、
- 航空会社が、人種・肌の色・国籍・民族・宗教・氏名・衣服の特徴をもとに、特定の乗客を差別の対象としない様、警告する。
- 様々な我が国の法令が、人種・肌の色・国籍・宗教・性別・祖先をもとに、航空会社が航空輸送の際に、特定の乗客を差別する事を、禁じている。

といった旨の通達を発出した。
上述した措置を取った事に伴い、ミネタは各方面から非難を浴びるようになった。しかし、そうした最中に出演したCBSの『60 Minutes』では、
「アラブ系住民ないしムスリムは、全ての国民と同じだけの尊厳と敬意をもって接せられます。外見や肌の色で判断される事について、私は実体験として知っています」
と述べた。同時に、レイシャル・プロファイリングが安全の基礎とならない事は、自身の経験から明らかである、とも主張した。これ以降、人種や信仰に基づいた当局による捜査は、回避される事となった。
これを機に、日系をはじめとするアジア系コミュニティとムスリムを含めたアラブ系コミュニティによる、双方の相互理解を促進するべく、高校生を中心とする若者を対象とした“Bridging Communities Program”が、立ち上げられる事となった。参加者は、民族性・共同体・組織化・文化・エンパワーメントに関するワークショップを受講する事となる。また、トゥーリーレイク・マンザナー・ミニドカの収容所跡地への訪問も実施している。同プログラムの運営にあたっては、国立公園局から助成金を受けており、『アメリカ・イスラム関係評議会』『トゥーリーレイク巡礼委員会』『全米日系人歴史協会』『公民権と戦時補償のための日系人組織』などとも提携している。

### カケハシ・プロジェクト
2014年からは、日本の外務省及びJICEと提携し、10日間前後の無料招待旅行を通して、
- 両国間で、対外発信力を有し将来を担う人材を招聘・派遣し、政治・経済・社会・文化・歴史・外交政策等に関する対日理解の促進を図る。
- 日系人大学生を含めた若者の中から、親日派・知日派を発掘し、日本の外交姿勢や魅力等について、被招聘者・被派遣者から積極的に発信してもらうことで、対外発信力をはじめとする、我が国の外交基盤を強化する。
- 参加者に、帰国後の訪日経験等の共有や地元での対日理解に資する活動計画を作成してもらうことで、中長期的な対外発信を行う。

ことなどを目的とした『カケハシ・プロジェクト』の実施に参加している。

## 著名なメンバー
- 中馬フランク不二男（英語版）
- 平林ゴードン潔
- 本田マイク実
- 細川ビル勲平
- クリス・イイジマ（英語版）
- チェリー・キノシタ（英語版）
- 松井ボブ武男
- 松井ドリス佳寿恵
- 松永スパーク正幸
- スタン・マツナカ（英語版）
- 峯田ノーマン良雄
- チャールズ・Z・スミス（英語版）
- 杉原イナ（英語版）
- 武井ジョージ穂郷
- グレース・ウエハラ（英語版）
- 安井稔
- 湯沢ジョージ克巳（英語版）